# Сивково (Можайский район)
Си́вково (Сивко́во) — деревня в Можайском городском округе Московской области России. С 2006 по 2018 год входила в состав сельского поселения Борисовское.
Расположена на левом берегу реки Мжут (бассейн реки Оки), между Можайском и Вереёй. Ближайшие населённые пункты — деревни Большие Парфёнки, Починки, Кромино, Михайловское.
В деревне находится церковь Преображения Господня.
Бывшее родовое село дворян Савёловых.

## Население
| 2002 | 2006 | 2010 |
| ---- | ---- | ---- |
| 13   | ↘2   | ↘1   |

 10